# بريتو كينغ
بريتو كينغ (بالإنجليزية: Brett King)‏ هو ممثل أمريكي، ولد في 29 ديسمبر 1920 في الولايات المتحدة، وتوفي بنفس المكان في 14 يناير 1999 بسبب ابيضاض الدم. من الجوائز التي نالها وسام القلب الأرجواني وصليب الطيران المتميز.

## جوائز
- وسام القلب الأرجواني
- صليب الطيران المتميز

## وصلات خارجية
- بريتو كينغ على موقع IMDb (الإنجليزية)
- بريتو كينغ على موقع تيرنر كلاسيك موفيز (الإنجليزية)
- بريتو كينغ على موقع قاعدة بيانات برودواي على الإنترنت (الإنجليزية)
- بريتو كينغ على موقع قاعدة بيانات الفيلم (الإنجليزية)